# Roger Verheuen
Roger Verheuen (Nederzwalm, 2 februari 1927 - Oudenaarde, 15 december 2018) was een Belgische atleet, die gespecialiseerd was in de middellange afstand. Hij nam eenmaal deel aan de Europese kampioenschappen en veroverde drie Belgische titels.

## Biografie
Verheuen werd in 1955 voor het eerst Belgisch kampioen op de 1500 m. Drie jaar later veroverde hij een tweede titel en nam hij op dat nummer ook deel aan de Europese kampioenschappen in Stockholm, waar hij in de reeksen uitgeschakeld werd met een zesde plaats. Hij verbeterde hierbij het Belgisch record van Roger Moens tot 3.43,0. Het jaar nadien veroverde hij een derde Belgische titel. In 1961 was hij met een persoonlijk record van 3.42,4 goed voor een zevende plaats op de wereldranglijst van dat jaar.
In zijn eerste jaar als Master verbeterde Roger Verheuen zelfs het wereldrecord M35 op de 1500 m. Na zijn actieve carrière als topsporter, werd Verheuen trainer van onder andere Rosine Wallez.
Roger Verheuen is de vader van atlete Marleen Verheuen.

### Clubs
Verheuen was aangesloten bij ASV Oudenaarde.

## Belgische kampioenschappen
| Onderdeel | Jaar             |
| --------- | ---------------- |
| 1500 m    | 1955, 1958, 1959 |

## Persoonlijke records
| Onderdeel | Prestatie | Datum           | Plaats |
| --------- | --------- | --------------- | ------ |
| 800 m     | 1.49,6 s  |                 |        |
| 1500 m    | 3.42,4 s  | 7 augustus 1961 | Oslo   |

## Palmares

### 800 m
- 1962:  BK AC – 1.52,6

### 1500 m
- 1955:  BK AC – 3.53,6
- 1955:  Interl. Ned.-België te Den Haag - 4,03,6
- 1956:  BK AC – 3.55,4
- 1957:  Interl. België-Ned. te Antwerpen - 3.51,6
- 1958:  BK AC – 3.53,6
- 1958: 6e reeks EK in Stockholm – 3.43,0 (NR)
- 1959:  BK AC – 3.55,2
- 1960:  BK AC – 3.54,7
- 1961:  Interl. Frankrijk-België te Rijsel - 3.42,7
- 1961:  BK AC – 3.48,4

## Onderscheidingen
- 1958: Gouden Spike